# Polonizam
Polonizmi su posuđenice u hrvatskome jeziku koje potječu iz poljskog jezika. Polonizmi nisu česti u hrvatskome jeziku, iako poljski i hrvatski pripadaju slavenskoj jezičnoj skupini.

## Vanjske poveznice
- Hrvatski jezični portal: polonizam
- Poljaci Hrvatska enciklopedija. LZMK (v. Jezik i Književnost)
- Matica.hr / Vijenac – Mirko Peti: »Temeljito o hrvatskim leksikografskim počecima«  Arhivirana inačica izvorne stranice od 19. rujna 2020. (Wayback Machine)